# Рупски говори
Рупските говори са източни български говори, заемащи обширната географска територия от Странджа, Горнотракийската низина, Източна Тракия, Западна Тракия, Родопите, районите на Разлог и Гоце Делчев, както и на Солун, Сяр, Драма и др. На запад те се ограничават от ятовата граница, а на север граничат с балканските говори.
Рупските говори се делят на три големи подгрупи: източни рупски (в Странджа и Тракия), родопски (в Родопите) и западни рупски (Разложко, Гоцеделчевско, Сярско, Драмско и Солунско).
Поради многовековните демографски и миграционни изменения, рупските говори днес са разнообразни и силно разчленени. Съществуват обаче редица характеристики, които служат на българската диалектолози да класифицират и приобщят дадено наречие към рупската група на източните български говори.

## Фонетика
- Наличие на голям брой меки съгласни:
  - в края на думата: калпàк’, ден’, зет’, път’ и т.н.
  - в средата на думата пред съгласна: мàл’к’и, въл’к
  - пред предните гласни е и и: т’èн’к’и, к’ѝт’к’и, ж’èл’т’и)
  - архаично омекотяване на съгласните ш, ж, ч: куш’àра, ж’àба, ч’àс.
- дн⇒нн преход: глàнни (гладни), еннà (една).
- Лабиализация и⇒у: ж’уф (жив), ут’ỳва (отива).
- Запазено х във всички положения: хлêп, хòро, имềха, вѝдех.
- Отметнато ударение при съществителни и глаголи: вòда, жèна, òко, ѝзлеза, пòзвола.

## Морфология
- Форми за множествено число ’и: нòг’и (нозе), ръ̀к’и (ръце).
- Падежни остатъци при съществителните, прилагателните и местоименията: при Пèтра, ут тàтка, на нàшък Ивàна.
- Образуване на умалителни имена чрез наставката -инка: ръчѝнка (ръчица), чèрквинка (църквичка), учѝнки (оченца).
- Окончание -ъх за минало свършено време (сравни с книжовното -ох): рèкъх, рèкъхме.
- Глаголи със суфикс -овам (сравни с книжовното -увам): купòвам, празнòвам.
- Повелително наклонение за 2 л. мн. ч., образувано чрез окончание -ите (сравни с книжовното -ете): мòлите, слòжите.
- Повторителни глаголи окончаващи на -ицам (сравни с книжовното -ичам): облѝцам, испѝцам, нарѝцам.

## Лексика
- Лично местоимение за 1 л. ед. ч. йа (аз)
- Тройно показателно местоимение: тòа, сòа, нòа
- Множество заемки от гръцки език: лàхна (зеле)
- Диалектна употреба на думи като: л’ут (кисел), летѝ дъш (вали дъжд), парлѝф (лютив).
- Други: рỳкам (викам), немòй (недей).